# Saint-Denis-de-Vaux
Saint-Denis-de-Vaux – miejscowość i gmina we Francji, w regionie Burgundia-Franche-Comté, w departamencie Saona i Loara.
Według danych na rok 1999 gminę zamieszkiwało 245 osób, a gęstość zaludnienia wynosiła 66 osób/km² (wśród 2044 gmin Burgundii Saint-Denis-de-Vaux plasuje się na 707. miejscu pod względem liczby ludności, natomiast pod względem powierzchni na miejscu 1301.).